# 青鋸蓋魚
青鋸蓋魚為輻鰭魚綱鱸形目鱸亞目鋸蓋魚科的一種，分布於中東太平洋下加利福尼亞至秘魯，包括加拉巴哥群島海域，體長可達112公分，棲息在底層水域，生活習性不明，可做為食用魚及遊釣魚。

## 擴展閱讀
維基物種上的相關：青鋸蓋魚